# 天神駅
天神駅（てんじんえき）は、福岡県福岡市中央区天神二丁目に所在する福岡市地下鉄空港線の駅。九州最大の繁華街である天神に位置し、西鉄天神大牟田線の西鉄福岡（天神）駅との乗換え駅として機能している。駅番号はK08。
駅のシンボルマークは福岡市出身のグラフィックデザイナー、西島伊三雄がデザインしたもので、5つの丸を円形に並べたもので天神様（菅原道真）を意味する梅の花をイメージしている。
管区駅長所在駅で、天神管区駅として当駅 - 姪浜間を管理している直営駅である。 2019年度をもって姪浜管区駅が廃止され、当管区駅に統合された。

## 歴史
- 1981年（昭和56年）7月26日：福岡市地下鉄1号線の室見駅 - 当駅間の開業に伴い、終着駅として開設[3]。
- 1982年（昭和57年）4月20日：福岡市地下鉄1号線の当駅 - 中洲川端駅間と同2号線（現在の箱崎線）の中洲川端駅 - 呉服町駅が延伸開業し、途中駅となる[3]。
- 1993年（平成5年）3月3日：福岡市地下鉄1号線の博多駅 - 福岡空港駅間の延伸開業[3] に伴い、同線に空港線の愛称が付く。
- 2005年（平成17年）2月3日：福岡市地下鉄3号線（七隈線）の橋本駅 - 天神南駅間の開業に伴い、当駅（空港線）と天神南駅（七隈線）が改札外での乗換駅となる。
- 2015年（平成27年）4月1日：唐人町駅の管理が姪浜管区駅から移管される[4][5]。
- 2019年（平成31年）4月1日：西新駅の管理が姪浜管区駅から移管される[6][2]。
- 2020年（令和2年）4月1日：姪浜管区駅が廃止され天神管区駅へ統合。藤崎駅・室見駅・姪浜駅の管理が当駅に移管される[2][7]。
- 2022年（令和4年）11月9日：エスカレーターでの転倒、接触事故等の防止として、2列利用の実現を目指すためのキャンペーンを実施[8]。
- 2023年（令和5年）3月27日：七隈線天神南駅 - 博多駅間開業に伴い、当駅と天神南駅間の改札外乗継制度を廃止[9][10]。

## 駅構造
明治通りと渡辺通りが交わる天神交差点の直下に位置しており、地下1階に天神地下街と連続するコンコースと改札口、地下2階に島式1面2線のホームがある。地上と地下の出入り口は16箇所ある。当駅付近の設計は福岡市が、実際の工事施工は大林組と若築建設が担当している。
改札口は地下街を挟んで東側に東口、西側に中央口と西口の3箇所で、改札機は全部で42機ある。2023年3月26日までは七隈線天神南駅との改札外乗り換えが行われていた（後述）が、その際は緑色の乗り換え対応改札機（写真参照）を通過する必要があった。
売店は東口にあったが閉鎖され、西口と中央口の間にファミリーマートがある。
赤坂方に渡り線があり、開業当初は折り返し運転に使われていた。また中洲川端方には空港線と箱崎線の分岐器が設置されている。
| 地階    | 出入口                       | 出入口                                     |
| 地下1階 | コンコース階                 | コンコース、案内所、自動券売機、自動改札口 |
| 地下1階 | コンコース階                 | トイレ（改札内）                           |
| 地下2階 | 1番ホーム                    | ■空港線 福岡空港・貝塚方面（中洲川端駅）→  |
| 地下2階 | 島式ホーム、右側のドアが開く |                                            |
| 地下2階 | 2番ホーム                    | ←■空港線 姪浜・唐津方面（赤坂駅）          |

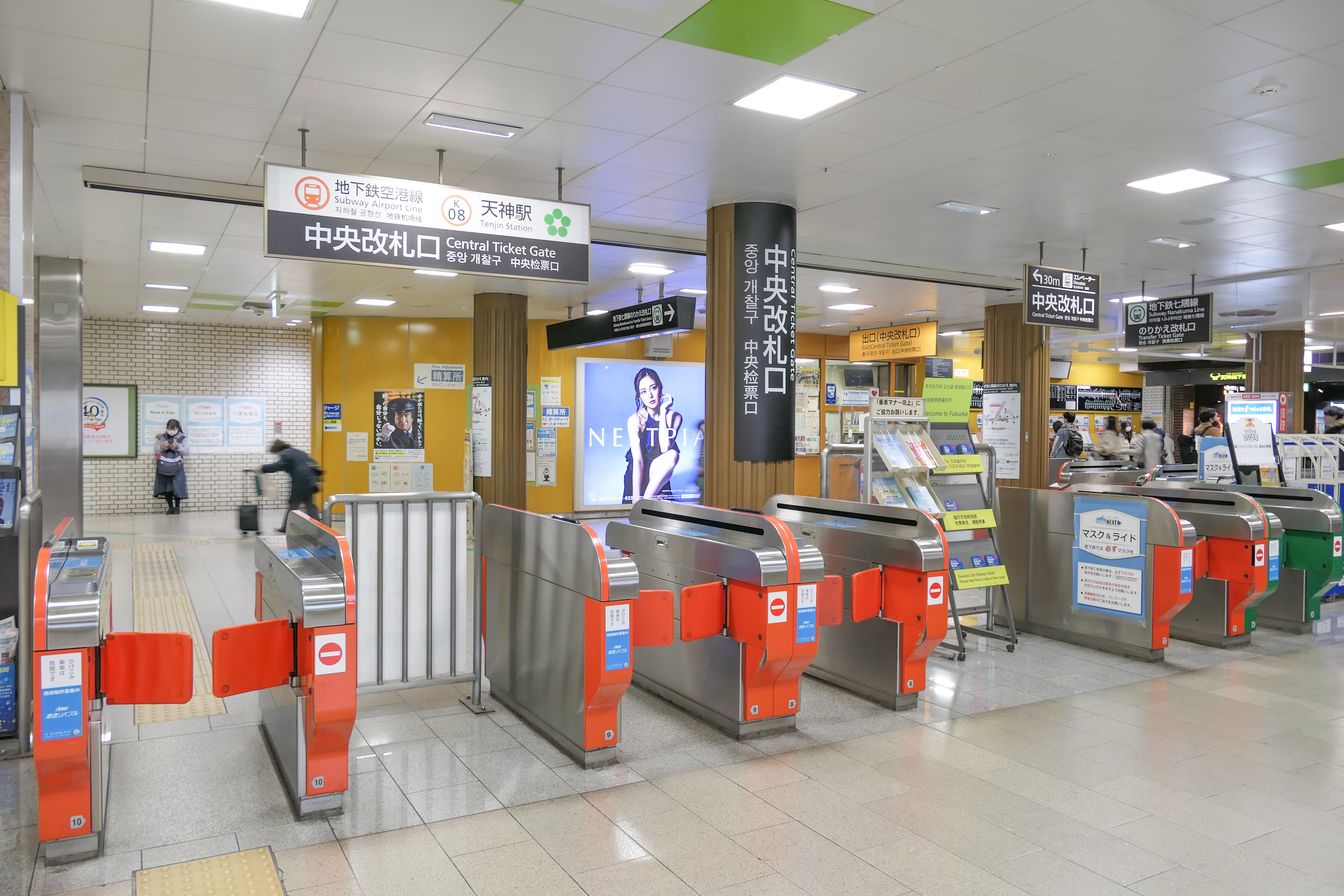
中央改札口（2021年12月）
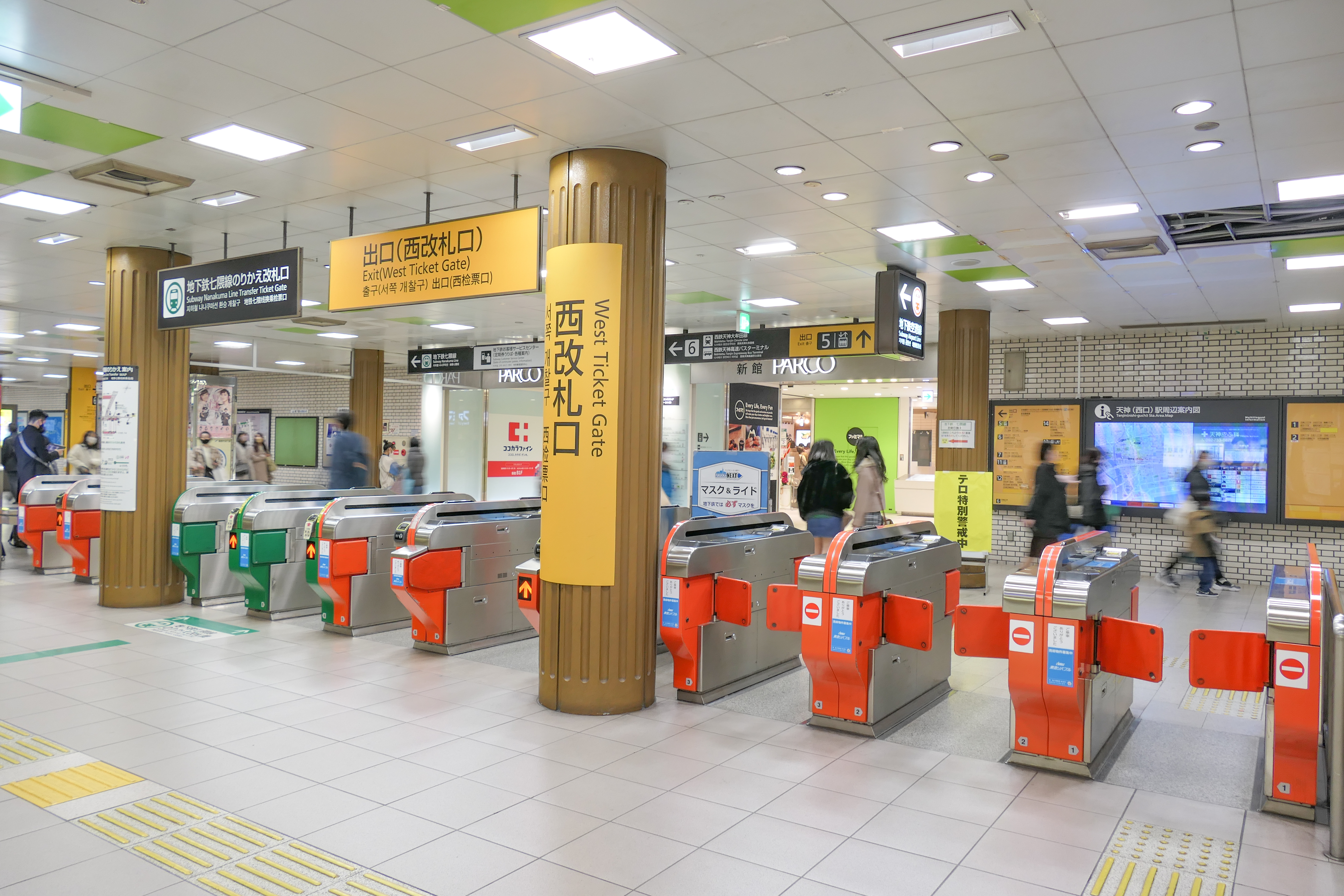
西改札口（2021年12月）
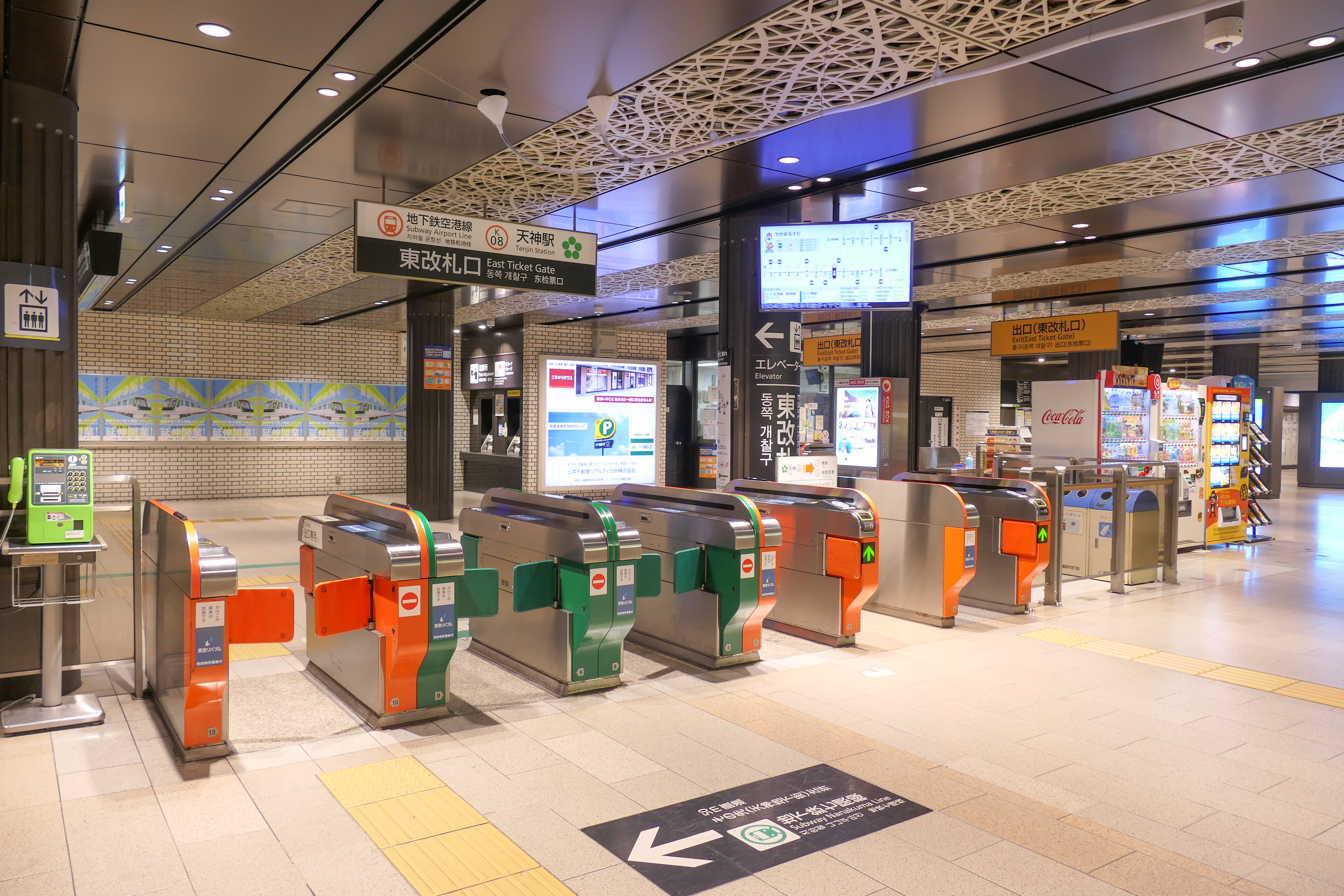
東改札口（2022年12月）
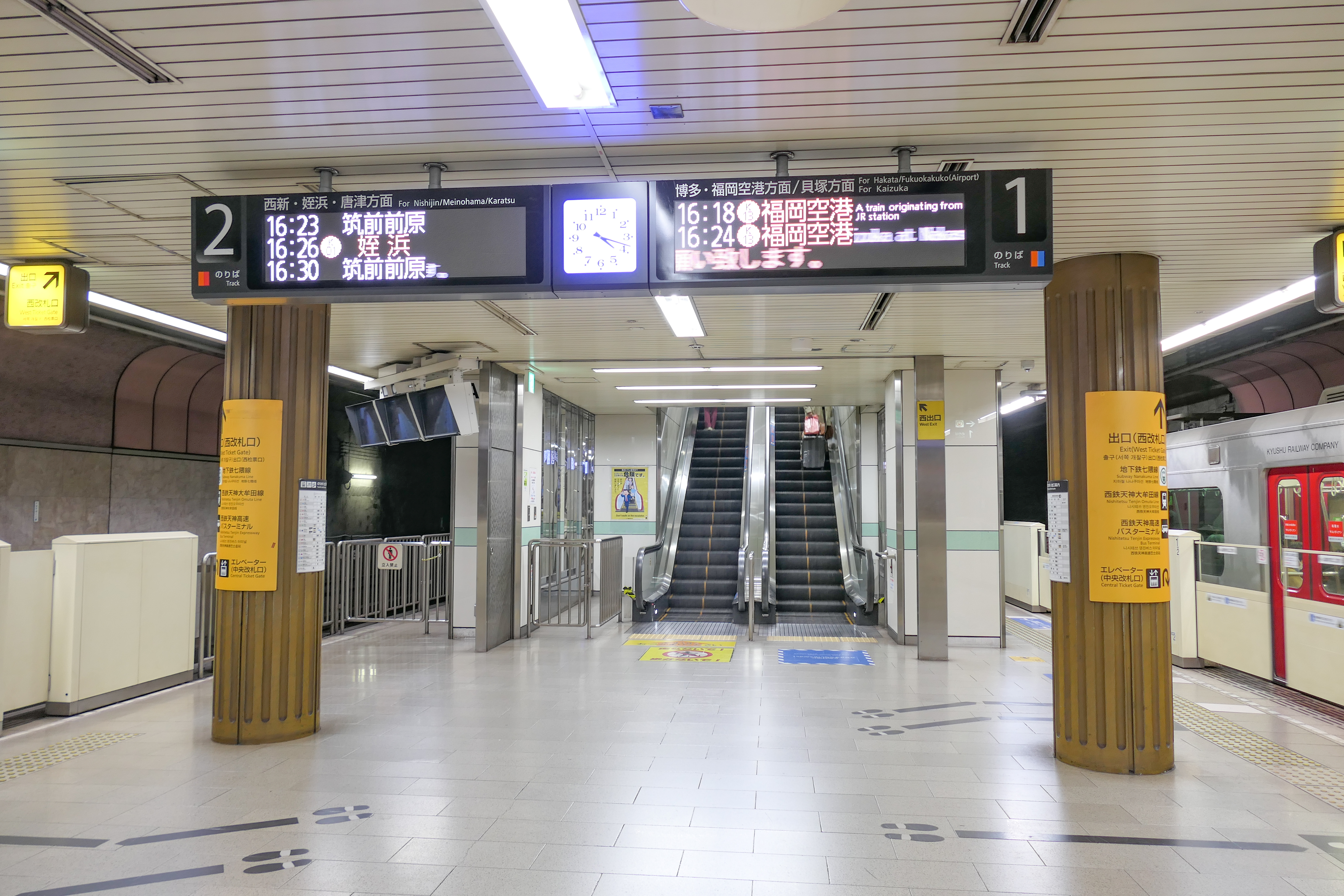
ホーム（2021年12月）
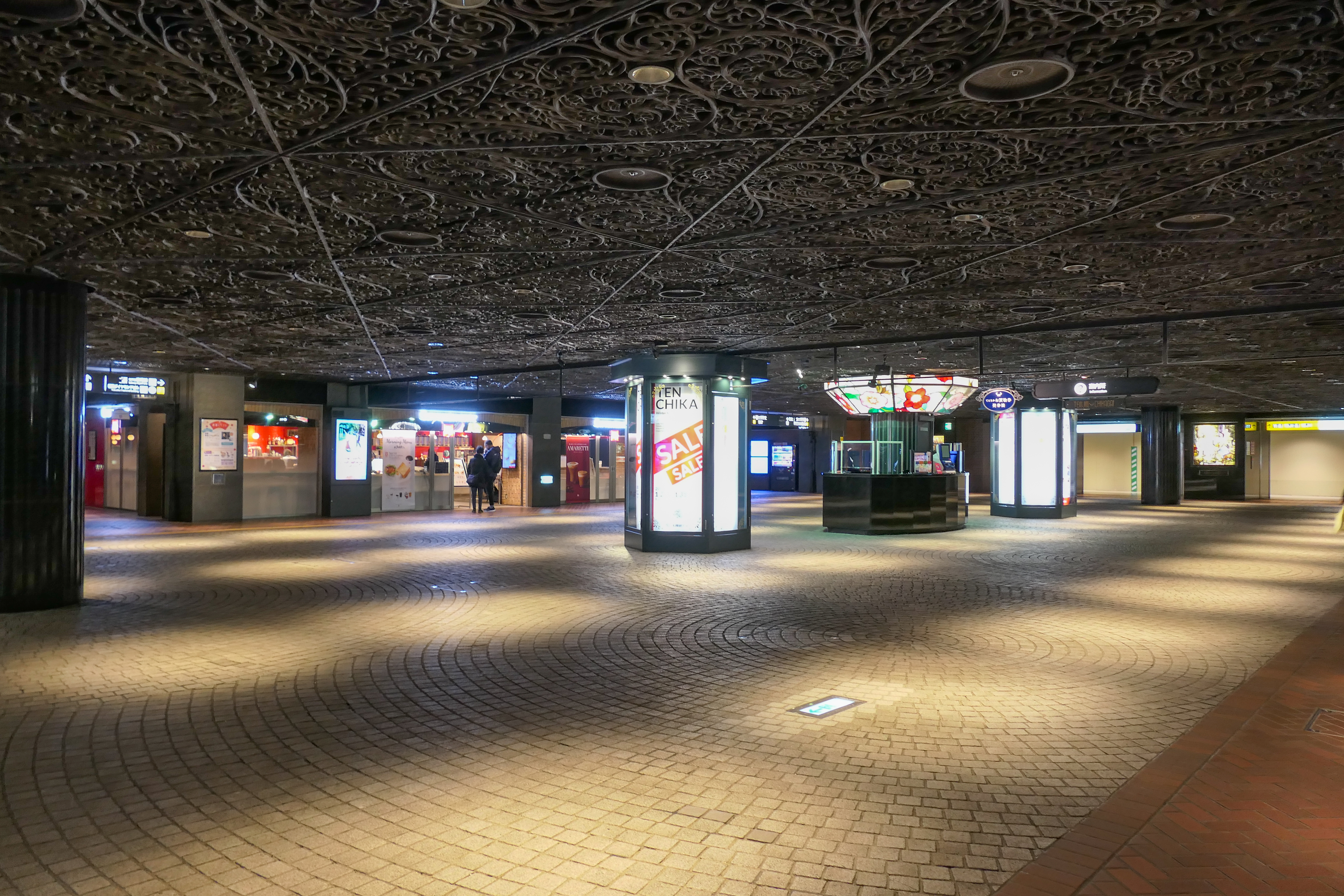
コンコースを兼ねている天神地下街（2022年12月）

## 利用状況
2023年度の1日平均乗車人員は64,938人である。2021年度までは空港線の駅として、また福岡市交通局の駅の中で長年1位だったが、2022年度に博多駅に抜かれ第2位となった。
近年の1日平均乗車人員の推移は下表のとおりである。
| 年度               | 1日平均 乗車人員 | 1日平均 乗継人員 | 合計   |
| ------------------ | ---------------- | ---------------- | ------ |
| 2001年（平成13年） | 61,912           |                  | 61,912 |
| 2002年（平成14年） | 60,611           |                  | 60,611 |
| 2003年（平成15年） | 58,931           |                  | 58,931 |
| 2004年（平成16年） |                  |                  | 57,921 |
| 2005年（平成17年） | 55,592           | 4,905            | 60,497 |
| 2006年（平成18年） | 57,541           | 5,625            | 63,166 |
| 2007年（平成19年） | 58,241           | 6,021            | 64,262 |
| 2008年（平成20年） | 58,570           | 6,397            | 64,967 |
| 2009年（平成21年） | 56,516           | 6,453            | 62,969 |
| 2010年（平成22年） | 58,006           | 7,060            | 65,066 |
| 2011年（平成23年） | 58,601           | 7,730            | 66,331 |
| 2012年（平成24年） | 60,317           | 7,884            | 68,201 |
| 2013年（平成25年） | 62,633           | 8,557            | 71,190 |
| 2014年（平成26年） | 64,348           | 8,948            | 73,296 |
| 2015年（平成27年） |                  |                  | 78,347 |
| 2016年（平成28年） |                  |                  | 79,578 |
| 2017年（平成29年） |                  |                  | 81,602 |
| 2018年（平成30年） |                  |                  | 84,380 |
| 2019年（令和元年） | 73,032           | 11,086           | 84,118 |
| 2020年（令和02年） | 44,452           | 6,834            | 51,286 |
| 2021年（令和03年） | 49,055           | 8,036            | 57,091 |
| 2022年（令和04年） | 58,625           | 9,682            | 68,307 |
| 2023年（令和05年） | 64,938           | 乗継廃止         | 64,938 |

## 駅周辺
前述のとおり天神交差点の直下にあり、九州随一の繁華街である天神の中心部に位置している。但し当駅の南側に位置しており連絡駅となっている西鉄福岡（天神）駅（西鉄天神大牟田線）の改築時の南進や、当駅の南側に商業施設が相次いでオープンしていることなどから、天神の中心と呼ばれるエリアは当駅よりも南下する傾向にある。
路線バスは西鉄天神高速バスターミナルに停車する高速バス等を除けば明治通り・渡辺通り・昭和通り・国体道路の路面上に停留所が分散しており、路線によっては乗り換えに時間がかかる（西鉄天神高速バスターミナル#天神地区の一般路線バス停留所参照）。
商業施設
- 天神地下街
- イオンショッパーズ福岡店
- ミーナ天神
- FUTATA THE FLAG TENJIN
- アクロス福岡
- ワン・フクオカ・ビルディング - 東口コンコース直結
- 福岡パルコ - 西口コンコース直結（新館）、7番出入口直結（本館）。
- 新天町商店街
- 福岡三越（ソラリアターミナルビル）
- 岩田屋本店
- ソラリアステージ
- ソラリアプラザ
- ヴィオロ
- ベスト電器福岡本店
- ビックカメラ天神1号館・2号館
- Apple 福岡
- 大丸福岡天神店
- 福岡大名ガーデンシティ

交通
- 西鉄福岡（天神）駅（ソラリアターミナルビル2階）
- 西鉄天神高速バスターミナル（ソラリアターミナルビル3階）
- 天神南駅 - 七隈線

公共機関、サービス等
- 福岡市役所
- 福岡銀行本店
- 西日本シティ銀行天神支店
- 三菱UFJ銀行福岡支店（旧 東京三菱銀行）・福岡中央支店（旧 UFJ銀行、福岡支店内に移転）
- みずほ銀行福岡支店
西日本宝くじの抽せんは主にここで行われる。
- 三井住友銀行天神町支店
- りそな銀行福岡支店
- 三菱UFJ信託銀行福岡支店
- 三井住友信託銀行福岡支店
- SBI新生銀行福岡支店
- あおぞら銀行福岡支店
- SBJ銀行福岡支店
- 東京スター銀行福岡支店
- 北九州銀行天神支店
- 佐賀銀行福岡支店
- 佐賀銀行天神支店
- 肥後銀行福岡支店
- 百十四銀行福岡支店
- 商工組合中央金庫福岡支店
- 福岡証券取引所
- 福岡中央郵便局
- 福岡競艇場

ホテル
- 西鉄グランドホテル
- ソラリア西鉄ホテル福岡
- ザ・リッツ・カールトン福岡

その他
- 専門学校コンピュータ教育学院福岡天神ITキャンパス
- 天神中央公園
- 警固公園
- 水鏡天満宮
- 福岡市文学館
- 福岡県公会堂貴賓館
- 福岡県済生会福岡総合病院
- 福岡競艇場 - 徒歩10分程度
- 福岡県立美術館 - 同上
- 福岡市民ホール - 同上

## 七隈線天神南駅との関係
天神地下街を挟んで南側に七隈線天神南駅が存在する。
かつては、天神駅の改札内を出場してから120分以内に天神南駅の改札内に入場する場合に限り、天神駅と天神南駅を“同一駅扱い”とし、営業キロを通算した運賃で乗車することができた。ただし、普通乗車券で乗り換える場合は、天神南駅で出場する際に緑色に塗られた乗り換え専用改札機から出場する必要があった（ICカードの場合はどの改札機でも乗換可能であった）。
乗り換え時間を利用して買い物や用務などをすることが可能だが、単純に乗り換え目的だけで利用する場合は不便であるとの評価があった。乗り継ぎ客の利便を図るため、天神・天神南の両駅事務所で荷物用カートやベビーカーを貸し出していた。
2023年3月27日に七隈線が博多駅まで延伸開業したことに伴い、七隈線への乗り換え駅が当駅から博多駅へ変更されたため、前日の26日をもって当駅と天神南駅の改札外乗継制度を廃止した。

## 隣の駅
福岡市交通局
 空港線
赤坂駅 (K07) - 天神駅 (K08) - 中洲川端駅 (K09)